# Paquita
Paquita è un balletto in due atti e tre scene, su musica di Edouard Deldevez. 
È stato rappresentato per la prima volta al teatro dell'Académie Royale de Musique di Parigi (ora l'Opéra National de Paris) il 1º aprile del 1846. La coreografia era di Joseph Mazilier, con Lucien Petipa e Carlotta Grisi come primi interpreti.
Uscì di scena in Francia a partire dal 1851, ma nel 1847 il grande maître de ballet Marius Petipa lo aveva allestito a San Pietroburgo, in Russia. Nel 1881 mise in scena una nuova versione con aggiunte musicali di Ludwig Minkus (il grand pas classique, la polonaise e mazurca dei bambini alla fine del balletto e il pas de trois nel primo atto). 
Dopo un secolo e mezzo di assenza dal palco parigino, fu rimesso in scena all'Opéra di Parigi in una ricostruzione di Pierre Lacotte nel 2001, con una ripresa nel 2010.
Alexeï Ratmansky ha creato una nuova versione a Monaco, seguendo le notazioni Stepanov.

## Trama
Il balletto è ambientato in Spagna durante l'occupazione napoleonica. L'eroina è Paquita, una giovane gitana che in realtà è una ragazza nobile rapita dagli zingari quando era bambina. Riesce a salvare la vita di un giovane ufficiale francese,  Lucien d'Hervilly, che il governatore spagnolo vorrebbe morto per mano del capo degli zingari, Iñigo.
Paquita alla fine, grazie ad un medaglione, scopre di essere la cugina di Lucien e quindi di poterlo sposare. In seguito a varie peripezie si separa dal gruppo di gitani e si sposa con Lucien.

## Galleria d'immagini

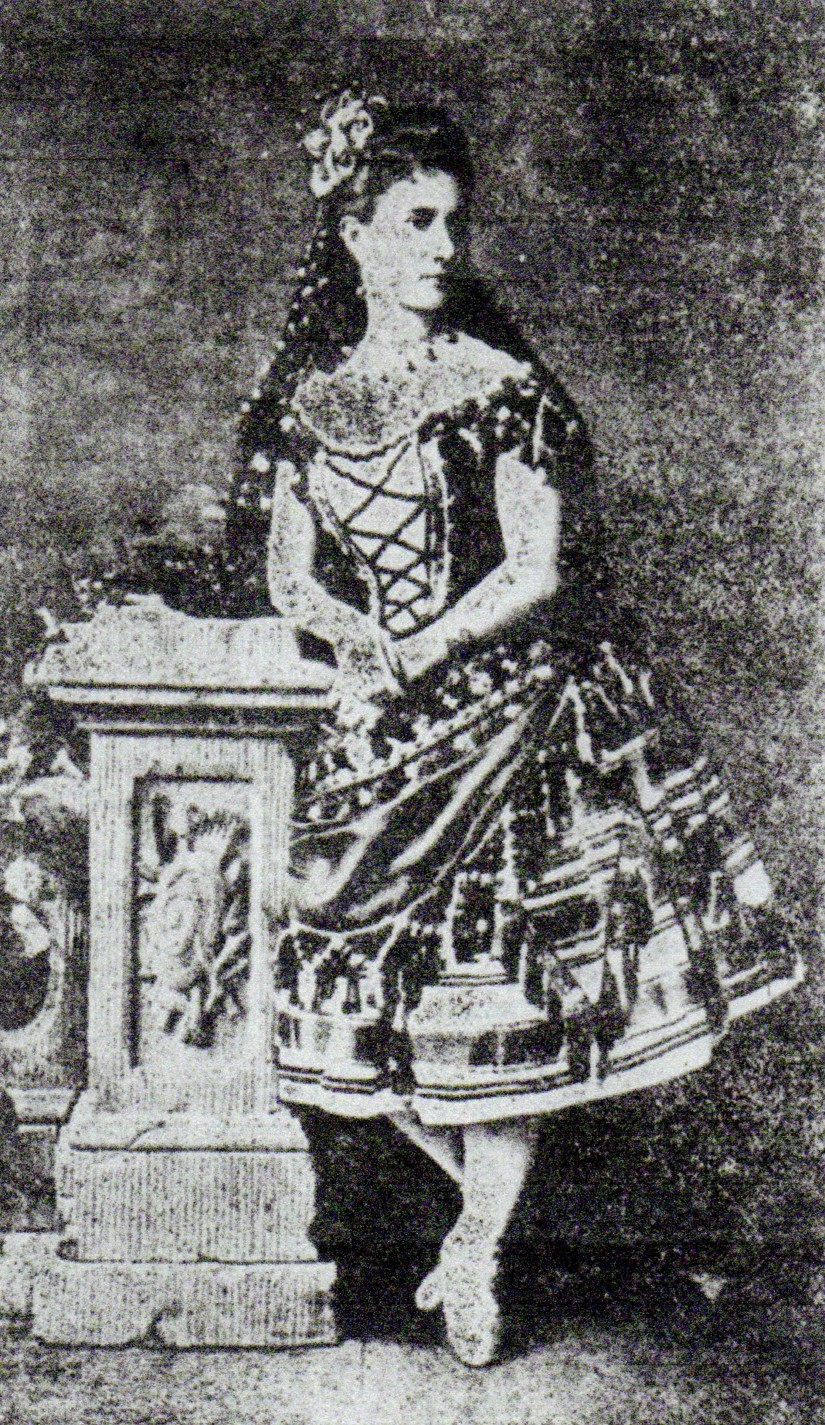
Ekaterina Ottovna Vazem (circa 1881)
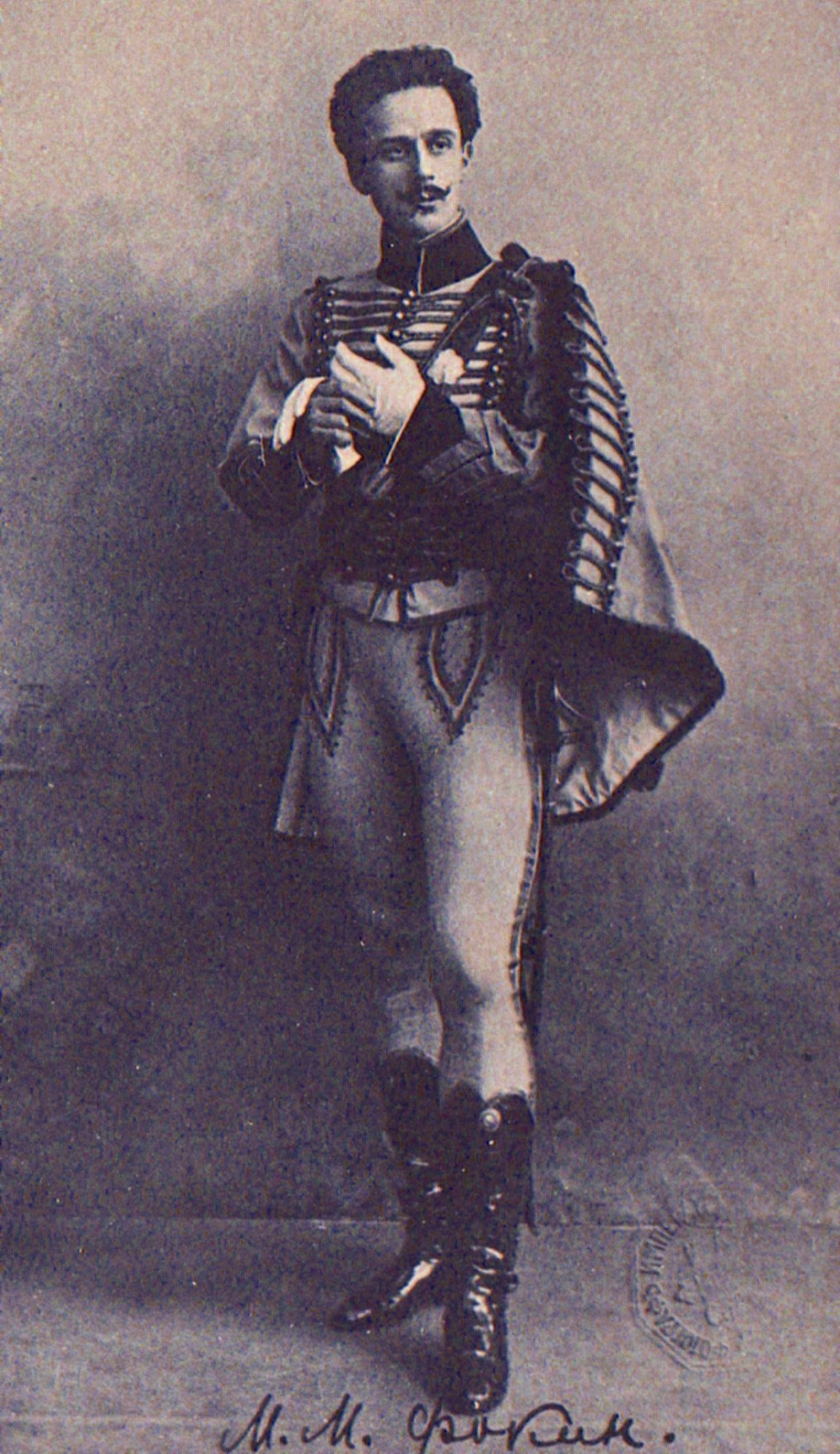
Mikhail Fokine nel ruolo di Lucien d'Hervilly (circa 1905)
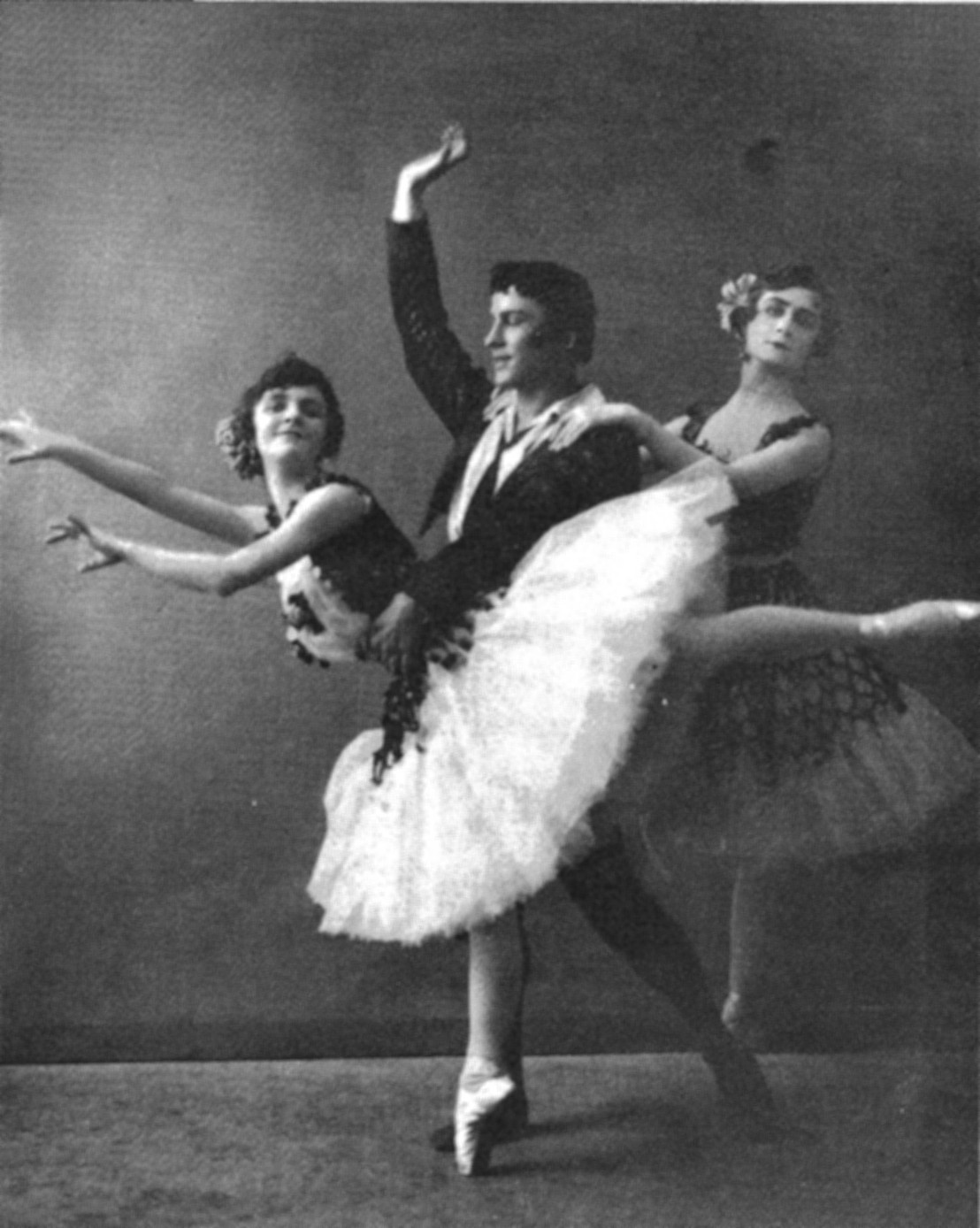
Pas de Trois: Elsa Vil, Elizaveta Gerdt e Pierre Vladimirov (Teatro Mariinsky, 1909)